# Llista de topònims de Vallestàvia
Llista de topònims (noms propis de lloc) de Vallestàvia (Conflent).
Informació actualitzada per un bot. Els canvis manuals es perdran quan s'actualitzi!

## església
| imatge | Nom                                        | Ubicat a    | instància de          | Detalls                                                | coordenades                                                                           | Protecció | Commons (més fotos)                        | Dades a WD                    |
| ------ | ------------------------------------------ | ----------- | --------------------- | ------------------------------------------------------ | ------------------------------------------------------------------------------------- | --------- | ------------------------------------------ | ----------------------------- |
|        | Sant Andreu de Vallestàvia                 | Vallestàvia | església Ús: església | Estil: arquitectura romànica Dedicat a: Andreu apòstol | 42° 34′ 03″ N, 2° 31′ 22″ E / 42.56747°N,2.522654°E                                   |           | Ancienne église Saint-André de Baillestavy | Modifica les dades a Wikidata |
|        | Sant Andreu de Vallestàvia (església nova) | Vallestàvia | església              | Dedicat a: Andreu apòstol                              | 42° 33′ 52″ N, 2° 31′ 28″ E / 42.564511111111°N,2.5244222222222°E Conflent 637.2 msnm |           | Nouvelle église Saint-André de Baillestavy | Modifica les dades a Wikidata |

## muntanya
| imatge | Nom              | Ubicat a                     | instància de | Detalls | coordenades                                                      | Protecció | Commons (més fotos) | Dades a WD                    |
| ------ | ---------------- | ---------------------------- | ------------ | ------- | ---------------------------------------------------------------- | --------- | ------------------- | ----------------------------- |
|        | La Tronca        | Estoer Vallestàvia           | muntanya     |         | 42° 33′ 20″ N, 2° 30′ 07″ E / 42.555417°N,2.502033°E 1458.5 msnm |           |                     | Modifica les dades a Wikidata |
|        | Puig de Lliberi  | Vallestàvia                  | muntanya     |         | 42° 33′ 53″ N, 2° 31′ 44″ E / 42.5648°N,2.529°E 698.6 msnm       |           |                     | Modifica les dades a Wikidata |
|        | Puig dels Becís  | Estoer Vallestàvia Vallmanya | muntanya     |         | 42° 32′ 25″ N, 2° 30′ 23″ E / 42.540333333333°N,2.50635°E        |           |                     | Modifica les dades a Wikidata |
|        | Roc de Cardeniu  | Estoer Vallestàvia           | muntanya     |         | 42° 32′ 49″ N, 2° 30′ 17″ E / 42.546972°N,2.504628°E 1601.2 msnm |           |                     | Modifica les dades a Wikidata |
|        | Roc de Cardenius | Estoer Vallestàvia           | muntanya     |         | 42° 32′ 49″ N, 2° 30′ 17″ E / 42.547022°N,2.504844°E 1594.5 msnm |           |                     | Modifica les dades a Wikidata |
|        | Roc de Jocavell  | Estoer Vallestàvia           | muntanya     |         | 42° 33′ 58″ N, 2° 29′ 41″ E / 42.566211°N,2.494647°E 1321.6 msnm |           |                     | Modifica les dades a Wikidata |
|        | Roc del Corbàs   | Vallestàvia Vallmanya        | muntanya     |         | 42° 32′ 33″ N, 2° 31′ 03″ E / 42.542419°N,2.517556°E 1431.6 msnm |           |                     | Modifica les dades a Wikidata |

## poble
| imatge | Nom      | Ubicat a    | instància de | Detalls | coordenades                                                                            | Protecció | Commons (més fotos) | Dades a WD                    |
| ------ | -------- | ----------- | ------------ | ------- | -------------------------------------------------------------------------------------- | --------- | ------------------- | ----------------------------- |
|        | La Coma  | Vallestàvia | poble        |         | 42° 34′ 10″ N, 2° 30′ 22″ E / 42.569336111111°N,2.5061138888889°E Conflent 823.13 msnm |           |                     | Modifica les dades a Wikidata |
|        | La Farga | Vallestàvia | poble        |         | 42° 33′ 53″ N, 2° 31′ 35″ E / 42.564794444444°N,2.5264972222222°E 581.2 msnm           |           |                     | Modifica les dades a Wikidata |

## port de muntanya
| imatge | Nom                   | Ubicat a                         | instància de     | Detalls | coordenades                                                      | Protecció | Commons (més fotos) | Dades a WD                    |
| ------ | --------------------- | -------------------------------- | ---------------- | ------- | ---------------------------------------------------------------- | --------- | ------------------- | ----------------------------- |
|        | Coll de Montportell   | la Bastida Glorianes Vallestàvia | port de muntanya |         | 42° 33′ 35″ N, 2° 33′ 31″ E / 42.5598°N,2.5585°E                 |           |                     | Modifica les dades a Wikidata |
|        | Coll de la Gallina    | Estoer Vallestàvia               | port de muntanya |         | 42° 34′ 15″ N, 2° 29′ 47″ E / 42.570936°N,2.496275°E 1144.9 msnm |           |                     | Modifica les dades a Wikidata |
|        | Collada d'en Jaume    | Estoer Vallestàvia               | port de muntanya |         | 42° 34′ 40″ N, 2° 29′ 43″ E / 42.577689°N,2.4952°E 1129.1 msnm   |           |                     | Modifica les dades a Wikidata |
|        | Collada de la Tronca  | Estoer Vallestàvia               | port de muntanya |         | 42° 33′ 13″ N, 2° 30′ 13″ E / 42.553747°N,2.503494°E 1420.3 msnm |           |                     | Modifica les dades a Wikidata |
|        | Collada del Teixó     | Estoer Vallestàvia               | port de muntanya |         | 42° 33′ 42″ N, 2° 29′ 51″ E / 42.561742°N,2.497517°E 1257.8 msnm |           |                     | Modifica les dades a Wikidata |
|        | Collada dels Cabrits  | Estoer Vallestàvia               | port de muntanya |         | 42° 34′ 59″ N, 2° 29′ 44″ E / 42.583075°N,2.495478°E 1196.9 msnm |           |                     | Modifica les dades a Wikidata |
|        | Collada dels Cirerers | Estoer Vallestàvia               | port de muntanya |         | 42° 35′ 46″ N, 2° 30′ 14″ E / 42.596139°N,2.503844°E 766.5 msnm  |           |                     | Modifica les dades a Wikidata |
|        | Collet de Capellet    | Vallestàvia Vallmanya            | port de muntanya |         | 42° 32′ 54″ N, 2° 32′ 57″ E / 42.5482°N,2.549158°E 872.9 msnm    |           |                     | Modifica les dades a Wikidata |
|        | Collet dels Becís     | Estoer Vallestàvia               | port de muntanya |         | 42° 32′ 26″ N, 2° 30′ 23″ E / 42.540594°N,2.506264°E 1725.1 msnm |           |                     | Modifica les dades a Wikidata |

## Misc
| imatge | Nom                            | Ubicat a           | instància de                          | Detalls                      | coordenades                                                                             | Protecció | Commons (més fotos) | Dades a WD                    |
| ------ | ------------------------------ | ------------------ | ------------------------------------- | ---------------------------- | --------------------------------------------------------------------------------------- | --------- | ------------------- | ----------------------------- |
|        | Bosc Comunal de Vallestàvia    | Vallestàvia        | bosc comunal                          | Superfície: 0.52km²          | 42° 33′ 46″ N, 2° 30′ 55″ E / 42.562777777778°N,2.5152777777778°E                       |           |                     | Modifica les dades a Wikidata |
|        | Pont de la Farga               | Vallestàvia        | pont                                  | Estil: arquitectura romànica | 42° 33′ 51″ N, 2° 31′ 34″ E / 42.564135°N,2.525997°E 573 msnm                           |           |                     | Modifica les dades a Wikidata |
|        | Puig dels Moros                | Estoer Vallestàvia | cim muntanya                          |                              | 42° 34′ 48″ N, 2° 29′ 45″ E / 42.580130555556°N,2.4959555555556°E 1206.7 msnm           |           |                     | Modifica les dades a Wikidata |
|        | casa de la vila de Vallestàvia | Vallestàvia        | instal·lació Ús: seu del govern local |                              | 42° 33′ 51″ N, 2° 31′ 35″ E / 42.5640968877906°N,2.5264332453562°E fr:66320 BAILLESTAVY |           |                     | Modifica les dades a Wikidata |
|        | castell de Vallestàvia         | Vallestàvia        | castell                               |                              | 42° 33′ 52″ N, 2° 31′ 28″ E / 42.564511111111°N,2.5244222222222°E Conflent 637.2 msnm   |           |                     | Modifica les dades a Wikidata |
|        | l'Avetosa                      | Vallestàvia        | bosc                                  |                              | 42° 32′ 46″ N, 2° 31′ 19″ E / 42.546111111111°N,2.5219444444444°E                       |           |                     | Modifica les dades a Wikidata |